# Luis Batres Juarros
Luis Batres Juarros o Luis de Batres y Juarros (Nueva Guatemala de la Asunción, 7 de mayo de 1802 - 17 de junio de 1862) fue un influyente político conservador guatemalteco durante el régimen del general Rafael Carrera.  Miembro del Clan Aycinena y consejero privado de Carrera, estuvo a cargo de redactar la mayoría de la legislación que se promulgó durante ese período.  Los historiadores liberales lo presentan como un villano en un gobierno despótico y tiránico dirigido por el analfabeto Raca Carraca -Rafael Carrera- que tomaba cada uno de los consejos de Batres Juarros a quien consideraba infalible; sin embargo, investigaciones realizadas entre 1980 y 2010 han mostrado una biografía más objetiva tanto de Batres como de Rafael Carrera y demuestran que era Carrera el que tenía las riendas del gobierno conservador de los treinta años. Curiosamente estaba casado con Adelaida García Granados y Zavala, quien era hermana del general Miguel García Granados y prima del mariscal José Víctor Zavala.

## Biografía
Fue hijo de Julián José María González de Batres y Muñoz y de María de las Mercedes de las Mercedes Juarros de Lacunza.  Estudió en la Pontificia Universidad de San Carlos Borromeo de donde se graduó en 1823.  Participó en la guerra contra las fuerzas liberales de Francisco Morazán a las órdenes del gobernador del estado de Guatemala, Mariano de Aycinena y Piñol con quien estaba emparentado.  Tras la derrota de Aycinena fue desterrado por Morazán junto con cien familias pertenecientes al Clan Aycinena, saliendo al exilio hacia Panamá y luego a los Estados Unidos.
Regresó a Guatemala en 1839 cuando el general Rafael Carrera empezaba a imponer su autoridad en el estado y consiguió convertirse en uno de sus principales asesores y ministros de gobierno. Incluso, consiguió que su esposa, Adelaida García Granados, se convirtiera en confidente y tutora de la esposa de Carrera, Petrona Álvarez.

### Reincorporación del Estado de Los Altos a Guatemala
En agosto de 1839 el provisor de la Iglesia Católica, Antonio de Larrazábal y Arrivillaga, emitió un decreto que constituía una vicaría foránea en el Estado de Los Altos, estado recién formado por criollos liberales en la región de Quetzaltenango que se oponían al auge conservador que ocurría en Guatemala bajo el liderazgo del general Rafael Carrera y Turcios.  Larrazábal nombró al doctor José Matías Quiñones Manzanares encargado del curato de San Miguel Totonicapán y negoció con los liberales para que apoyaran el regreso del arzobispo Casaus y Torres expulsado en 1829 a cambio para dar paso legal a la autonomía eclesiástica del nuevo estado. Sin embargo, tras la violenta y sanguinaria reincorporación del Estado de Los Altos por Rafael Carrera y Turcios en abril de 1840, el secretario general del gobierno guatemalteco Batres Juarros obtuvo del provisor Larrazábal y Arrivillaga la autorización del desmantelamiento de la Iglesia regionalista del Estado de Los Altos; el cura interino de Quetzaltenango, presbítero Urbano Ugarte y su coadjutor, presbítero José María Aguilar, fueron separados de su curato y del mismo modo los presbíteros de las parroquias de San Martín Jilotepeque y de San Lucas Tolimán. Larrazábal ordenó que los presbíteros Fernando Antonio Dávila, Mariano Navarrete y José Ignacio Iturrioz pasasen a cubrir respectivamente las parroquias de Quezaltenango , San Martín Jilotepeque y San Lucas Tolimán.

### Exilio de Rafael Carrera en 1848
En 1848, la situación de Guatemala era caótica y los criollos lograron que Rafael Carraera dejara el gobierno de la República de Guatemala, la cual se había constituido el 21 de marzo de 1847..  Fue don Luis Batres Juarros, quien le entregó personalmente a Carrera la carta en que solicitaba su renuncia, pues la desconfianza entre Carrera y los conservadores era mutua.
El 26 de agosto de 1848, durante la breve ausencia de Carrera del poder central, los capitulares quetzaltecos, con el apoyo del Presidente de El Salvador, Doroteo Vasconcelos, y de la facción anticarrerista de Vicente y Serapio Cruz, proclamaron, una vez más, su segregación de Guatemala con Agustín Guzmán como presidente interino y, el 5 de septiembre, eligieron un gobierno interino dirigido por Fernando Antonio Martínez. La existencia del Sexto Estado todavía se prolongó hasta el 8 de mayo de 1849, cuando el general Guzmán fue a entrevistarse con representantes del presidente Paredes a la Antigua Guatemala, momento que fue aprovechado por Rafael Carrera para tomar Quetzaltenango y quedarse en la plaza; para entonces, Carrera ya contaba con el apoyo militar del Corregidor de Suchitepéquez, José Víctor Zavala.
Al enterarse de esto, y de que Carrera tenía amplio apoyo de las etnias k'iche', q'anjobal, mam, y jacalton cuyo fuerza era terrible, Batres Juarros aconsejó al presidente Mariano Paredes que negociara con Carrera, porque de esa forma solo tendría el frente oriental con los rebeldes Agustín Reyes -que ha habían asesinado al expresidente Mariano Rivera Paz y Vicente Cruz, hermano de Serapio Cruz cuando habían intentado tomar posesión como corregidor de Jalapa- aduciendo que Carrera le convenía más a los conservadores por la facilidad con la que había tomado la plaza de Quetzaltenango y controlado a la población indígena. Juarros, indudablemente, temía que de no pactar con Carrera, se desencadenaría una situación similar a la que se estaba dando en Yucatán con la Guerra de Castas.

### Exilio de Miguel García Granados
Miguel García Granados y Zavala, era primo hermano de José Víctor Zavala y cuñado de Luis Batres Juarros, y siempre fue un brillante diputado opositor al régimen de Carrera.  En una oportunidad en que atacó al gobierno, aseguró «que prevalecía el militarismo más escandaloso con quinientos soldados en la capital y otros mil en los departamentos, ganándose dos reales diarios cada uno, en vez de trabajar en la agricultura y que la culpa de todo esto la tenía Carrera que gustaba de tanta tropa».  De acuerdo al historiador guatemalteco Antonio Batres Jáuregui en su obra América Central ante la Historia, Carrera resolvió el asunto de la siguiente forma: 
| Pocos días después convidó el presidente Carrera a varios a una comida en su casa, y estuvo invitado «Chafandin», como le decían a don Miguel. Reinaba toda la cordialidad. A los postres, dirigióse Carrera [a don] José Víctor Zavala diciéndole: «Oiga coronel, ¿usted cree en sueños? Es decir, ¿que si resultará cierto lo que aparece cuando sueña?» [...] Contestóle [Zavala] en el acto: «Pues señor, hay muchos ejemplos de haberse realizado los sueños; [...] pero también es verdad que no todos los sueños tienen efecto real y aparecen después como un suceso positivo.» «Preguntaba yo esto —continuó Carrera diciendo—, porque voy a contar a usted un sueño terrible que tuve anoche y que me conmovió muchísimo. Figúrese que soñé de repente, que me había levantado de mi cama, y dirigiéndome a la guardia del Cuartelito ([...] por la parte de atrás con la casa de Carrera y tenía cien hombres [...]), tomé una escolta, mandé a sentarse en un banco a nuestro buen amigo, el inteligente don Miguel García Granados, a quién apreciamos, y di la orden de hacerle fuego, pasándolo por las armas... Entonces desperté azorado, me palpitaba recio el corazón, y dije: ¡Qué es lo que he hecho! Todavía, al recordarlo, me espanto. Vamos a tomar esta copa, para que ni en sueños vuelva yo a tener una pesadilla tan grande. Salud, señores.» Todos comprendieron el sentido de aquel sueño, pero continuaron con la misma cordialidad que reinaba en el banquete. El mismo Carrera, con genial benevolencia, embromaba y se reía. García Granados, naturalmente, no se dio por entendido; pero, al siguiente día, don Luis Batres Juarros, que era mentor de Carrera, fue a ver a su hermano político don Miguel que estaba todavía en la cama, como acostumbraba, hasta las doce del día — y le dijo: «Es preciso que se marche a Europa, porque a la menor sospecha que diera, o discurso que volviera a decir, se realizaría el sueño.» —Antonio Batres Jáuregui |

Dos semanas después ya estaba García Granados, junto con su esposa, en camino hacia París.

### Declaración de Carrera como presidente vitalicio

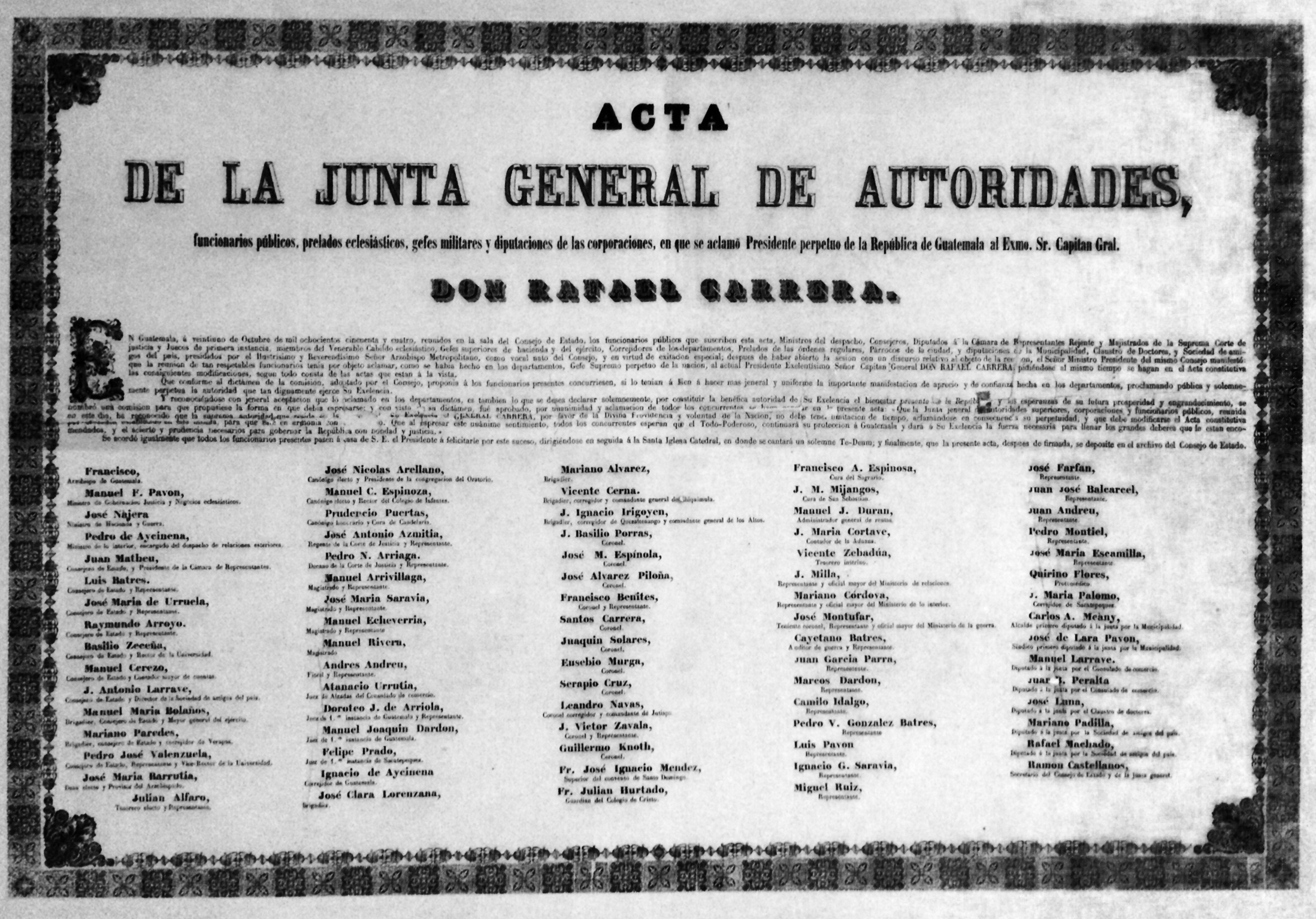
Acta en donde se declara presidente vitalicio a Rafael Carrera
La firma de Luis Batres Juarros es la quinta de la primera columna, de izquierda a derecha.
'Museo Nacional de Historia de Guatemala.

Tras La Batalla de la Arada, el 22 de octubre de 1851 renunció el presidente Mariano Paredes; la Asamblea Nacional nombró a Carrera para que lo sustituyera, y éste tomó posesión de la Presidencia el 6 de noviembre de 1851 tras haber solicitado a los representantes que modificasen la Constitución de la República a su conveniencia.
El 25 de octubre de 1854, Rafael Carrera fue nombrado presidente vitalicio de Guatemala, con la posibilidad de elegir a su sucesor; el listado de firmantes estuvo compuesto en su mayoría por miembros del Clan Aycinena. Únicamente el claustro de la Pontificia Universidad de San Carlosl se opuso al nombramiento con argumentos de que la presidencia vitalicia era prácticamente una monarquía, pero no fue escuchado.